# Joni Huntley
Pour les articles homonymes, voir Huntley.
Johanna « Joni » Luann Huntley (née le 4 août 1956 à McMinnville) est une athlète américaine spécialiste du saut en hauteur. 

## Carrière

### Palmarès
| Date | Compétition           | Lieu        | Résultat | Marque |
| ---- | --------------------- | ----------- | -------- | ------ |
| 1975 | Jeux panaméricains    | Mexico      | 1re      | 1,89 m |
| 1976 | Jeux olympiques d'été | Montréal    | 5e       | 1,89 m |
| 1983 | Jeux panaméricains    | Caracas     | 3e       | 1,82 m |
| 1984 | Jeux olympiques d'été | Los Angeles | 3e       | 1,97 m |

### Records
| Épreuve         | Performance | Lieu        | Date         |
| --------------- | ----------- | ----------- | ------------ |
| Saut en hauteur | 1,97 m      | Los Angeles | 10 août 1984 |